# Roberto Abbondanzieri
Roberto Carlos Abbondanzieri (* 19. August 1972 in Bouquet, Santa Fe, Argentinien) ist ein ehemaliger argentinischer Fußballspieler. Der Torwart, dessen Spitzname „El Pato“ („Die Ente“) ist, besitzt aufgrund seiner Vorfahren auch die italienische Staatsbürgerschaft.
Seinen Spitznamen, den er auch auf dem Trikot trägt, hat er wegen seines Ganges bekommen.

## Vereinskarriere
Abbondanzieri spielte ab 1994 bei Rosario Central, wo er 1996 Stammtorhüter wurde. 1997 wurde er von Argentiniens Topmannschaft Boca Juniors unter Vertrag genommen, bei der er die nächsten neun Jahre aktiv war und neben sechs argentinischen Meistertiteln (Apertura 1998, 2000, 2003 und 2005; Clausura 1999 und 2006) auch viele internationale Erfolge feiern konnte.
Mit den Boca Juniors gewann Abbondanzieri sowohl 2000 wie auch 2003 den Weltpokal. 2000, 2001 und 2003 gewann er die Copa Libertadores, 2004 und 2005 die Copa Sudamericana, und 2005 auch die Recopa Sudamericana. Im Jahr 2003 wurde er zu Südamerikas Torhüter des Jahres gewählt.
Im Juli 2006 unterzeichnete Abbondanzieri einen 3-Jahres-Vertrag mit dem FC Getafe und wechselte in die spanische Liga. Von dort wechselte er für die Dauer der Apertura 2009 zurück zu den Boca Juniors. Ab Februar 2010 stand er bei Internacional Porto Alegre in Brasilien unter Vertrag und gewann mit dem Klub die Copa Libertadores 2010. Im Januar 2011 beendete er seine Karriere.

## Nationalmannschaft
Am 6. Juni 2004 gab er sein Länderspieldebüt in der WM-Qualifikation gegen Paraguay. Nach der Copa América gelang es ihm überraschend, Pablo Cavallero aus dem Tor der Selección zu verdrängen, da dieser im Elfmeterschießen des Finales der Copa América versagt hatte und Abbondanzieri als guter Torhüter auf der Linie galt.
Für die Fußball-Weltmeisterschaft 2006 in Deutschland wurde er an Nummer eins gesetzt und stand bei allen Spielen im Tor. Im Viertelfinale gegen Deutschland musste der erfahrene Torhüter jedoch nach einem Zusammenstoß mit Miroslav Klose ausgewechselt und durch Leo Franco ersetzt werden.